# Fritz Sternberg

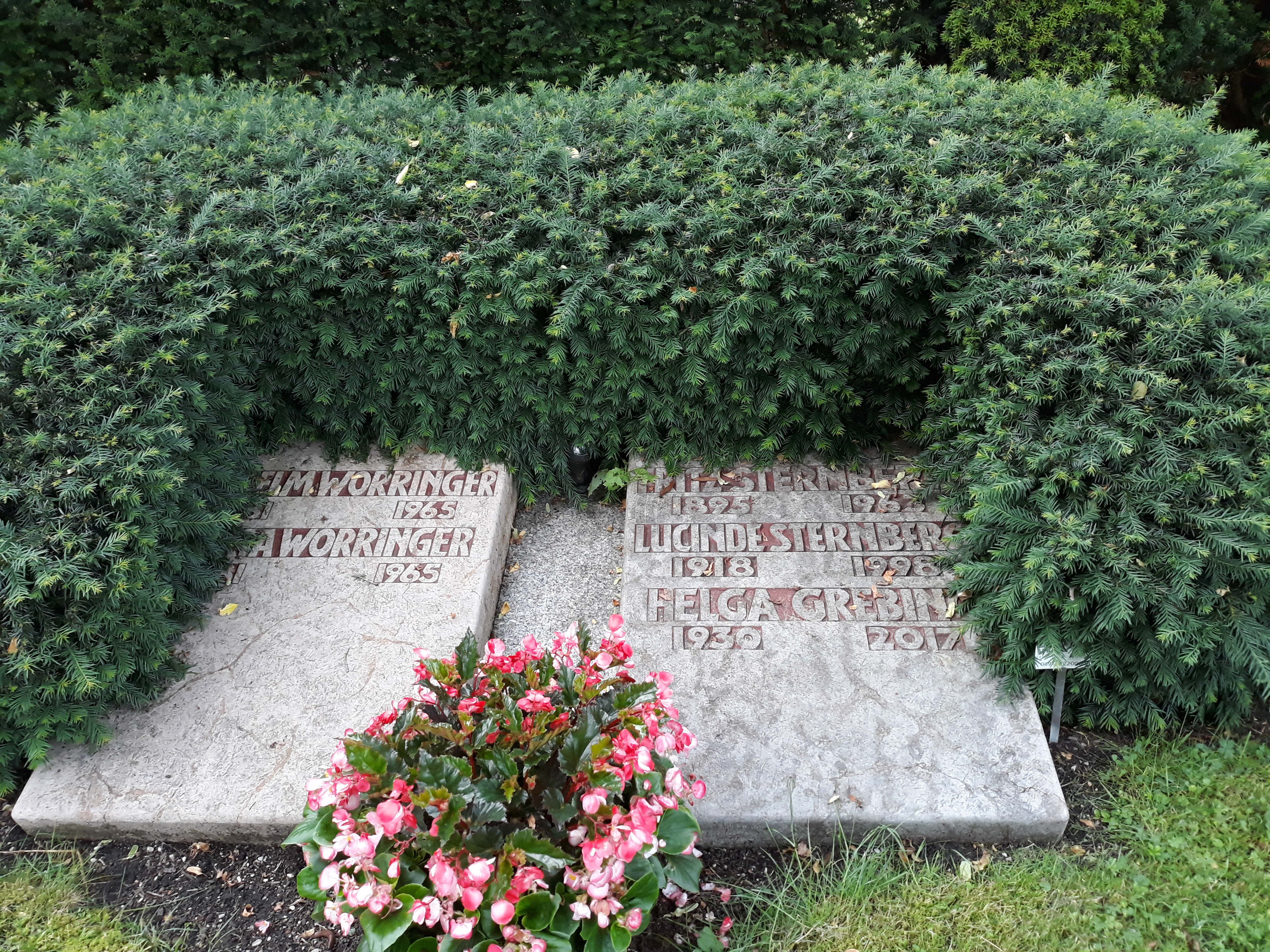
Das Grab (rechts im Bild) von Fritz Sternberg und seiner Ehefrau Lucinde geborene Worringer auf dem Nordfriedhof (München)

Fritz Sternberg (* 11. Juni 1895 in Breslau; † 18. Oktober 1963 in München) war ein deutscher marxistischer Theoretiker, Ökonom, Soziologe und sozialistischer Politiker.

## Leben

### Jugend und Studium
Fritz Sternberg wurde am 11. Juni 1895 als fünftes Kind einer jüdischen bildungsbürgerlichen Familie in Breslau geboren. Sein Vater war Rechtsanwalt. Als dreizehnjähriger Gymnasiast kam er erstmals mit sozialistischen Ideen in Berührung, ab 1910 schrieb er gelegentlich Artikel für die örtliche sozialdemokratische Tageszeitung Die Volkswacht. Gleichzeitig schloss er sich der jüdischen Jugendbewegung an und kam hierbei unter anderem auch in Kontakt mit Martin Buber. Nach dem Abitur nahm Sternberg 1913 zunächst in Breslau, dann in Berlin ein Studium der Nationalökonomie auf, in dieser Zeit arbeitete er in verschiedenen sozialistisch-zionistischen Organisationen mit. Der Beginn des Ersten Weltkrieges, welchen Sternberg als imperialistischen Krieg einschätzte, und die Bewilligung der Kriegskredite durch die sozialdemokratische Reichstagsfraktion führten zu einer Entfremdung von der SPD. Im Mai 1916 wurde Sternberg zum Militär einberufen, im besetzten Polen kam es zu Kontakten mit dem Bund, im August 1917 gelang es ihm, eine Beurlaubung zur Promotion (Die Juden als Träger einer neuen Wirtschaft in Palästina) zu erreichen, die er im selben Jahr vollendete. In den folgenden Jahren bis ca. 1922 zählte sich Sternberg zur zionistisch-sozialistischen Poale Zion. Die Novemberrevolution erlebte er in seiner Heimatstadt und war Mitglied des dortigen Soldatenrates.

### Weimarer Republik
Nach einem längeren Aufenthalt in Wien im Sommer 1919 (bei dem er sich unter anderem auch mit der Psychoanalyse beschäftigte) trat er im Wintersemester 1919/20 an der Universität Frankfurt eine Stelle am Seminar von Franz Oppenheimer an, wo er bis 1923 sowohl forschte (u. a. zum Genossenschaftswesen und zur Grenznutzen-Theorie) wie auch unterrichtete. Ein gescheiterter Habilitationsversuch und Auseinandersetzungen mit Oppenheimer bewogen Sternberg, seine Universitätslaufbahn aufzugeben und sich ab 1923 Studien zur Analyse des Imperialismus zu widmen, zeitgleich entfernte er sich, nachdem er noch 1921 am Zionistischen Kongress in Karlsbad teilgenommen hatte, vom Zionismus. Sternberg zog nun, auch aus finanziellen Gründen, wieder nach Breslau zurück, wo er einen marxistischen Diskussionskreis (die Keimzelle der späteren SAPD-Ortsgruppe) aufbaute und an seinem Ende 1926 erschienenen Buch Der Imperialismus arbeitete.
In dieser Zeit intensivierten sich Sternbergs Kontakte sowohl zu bekannten Künstlern wie Bertolt Brecht, Lion Feuchtwanger oder George Grosz wie auch zu verschiedenen marxistischen Zirkeln und Persönlichkeiten. Nach Karl Korsch dürfte Sternberg diejenige Person gewesen sein, welche die Marxismusrezeption Brechts entscheidend prägte. Die Diskussionen um den Imperialismus eröffnete für Sternberg die Möglichkeit, regelmäßig für verschiedene Publikationen der Arbeiterbewegung Artikel zu verfassen und Seminare und Kurse u. a. für Gewerkschaftsmitglieder und -funktionäre abzuhalten. 1927 nahm Sternberg am Anti-Imperialistischen Kongress in Brüssel teil, 1929 und 1930 war er zweimal in der Sowjetunion, wo er u. a. mit Eugen Varga, Karl Radek und Nikolai Bucharin diskutierte, seine dortigen Eindrücke verstärkten seine Kritik am Stalinismus. Von 1930 bis zu deren Verbot im März 1933 verfasste Sternberg regelmäßig Artikel für Die Weltbühne, zumeist unter den Pseudonymen Thomas Tarn und K. L. Gerstorff. In dieser Zeit verband ihn eine Zusammenarbeit mit Hans Mayer und Richard Löwenthal.
Am 7. November 1931 trat Sternberg der wenige Wochen vorher gegründeten SAPD bei, für die er in den nächsten Jahren trotz ausbrechender Diabetes fast pausenlos aktiv war. Sternberg trat als Redner auf Kundgebungen der SAPD auf, organisierte interne Schulungen und Kurse, schrieb Artikel für die Parteipresse und kandidierte (erfolglos) bei den Preußischen Landtagswahlen 1932 auf dem ersten Listenplatz im Wahlkreis Berlin. Zusammen mit Klaus Zweiling verfasste er für den ersten Parteitag der SAPD einen Programm-Entwurf, dessen ökonomische Analysen weitestgehend angenommen wurden. Parteiintern gehörte er zusammen mit Zweiling, den ehemaligen KPDO-Mitgliedern um Paul Frölich und Jacob Walcher und der Führung des SJVD zum linken Parteiflügel, der die SAPD zu einer revolutionär-marxistischen Partei weiterentwickeln wollte und sich Anfang 1933 gegen den Liquidationskurs der linkssozialdemokratisch-pazifistischen Parteiführung um Max Seydewitz und Kurt Rosenfeld durchsetzen konnte.

### Exil und Nachkriegszeit
Da Sternberg nach der Machtübertragung an die NSDAP als Jude und Marxist besonders gefährdet war, tauchte er nach dem Reichstagsbrand unter und flüchtete am 12. März 1933 als Wintersportler verkleidet aus Deutschland über das Riesengebirge in die Tschechoslowakei, von wo aus er nach Basel weiterreiste. Dort verbrachte er unter ökonomisch und aufenthaltsrechtlich prekären Bedingungen die nächsten drei Jahre und organisierte von dort aus die Unterstützung der illegalen Arbeit der SAPD im süddeutschen Raum. Ende August/Anfang September 1933 traf er in Royan/Frankreich mit dem zeitweise dort exilierten Leo Trotzki zusammen; Hauptdiskussionsthema war die Analyse des Imperialismus, daneben aber auch der Aufbau einer revolutionären Vierten Internationale. In seinem 1934 geschriebenen Buch „Der Faschismus an der Macht“ sagte er voraus, dass die Welt vor einem neuen Weltkrieg steht, für den er 2 mögliche Konstellationen ausmachte. Entweder einen „imperialistischer Gesamtkrieg gegen Sowjetrussland“ oder „Auf der einen Seite z.B. Japan, Deutschland, Italien und Trabanten, auf der anderen Seite Frankreich, die Vereinigten Staaten nebst Trabanten und Sowjetrussland“.

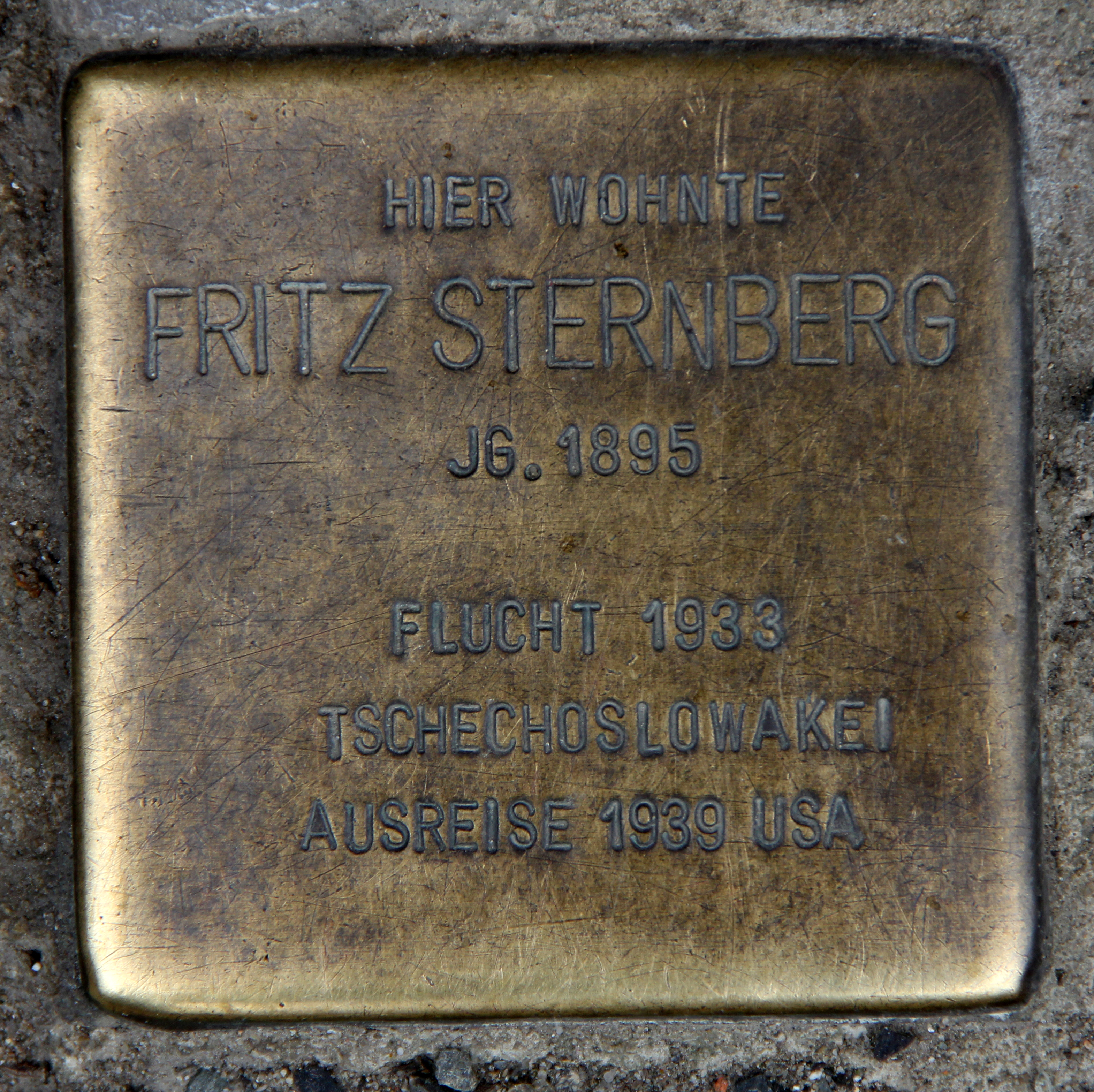
Stolperstein am Haus, Zolastraße 1a, in Berlin-Mitte

Im Frühjahr 1936 wurde Sternberg aus der Schweiz ausgewiesen und siedelte nach Paris über, wo der Exilvorstand der SAPD ansässig war. In dieser Zeit beteiligte sich Sternberg sporadisch am Komitee zur Vorbereitung der deutschen Volksfront, bis die Verleumdung der SAPD durch die KPD als Gestapo-Agentur eine Mitarbeit unmöglich machte. In den Jahren bis 1939 war Sternberg ferner einer der Hauptautoren in den SAPD-Zeitungen Die Marxistische Tribüne und Die Neue Front – Organ für proletarisch-revolutionäre Sammlung, regelmäßige Beiträge erschienen darüber hinaus in der Neuen Weltbühne und in bürgerlichen Blättern wie dem St. Galler Tagblatt und dem Economist.
Im Mai 1939 reiste Sternberg mit einem Touristenvisum in die USA ein, nach Kriegsausbruch wurde seine Aufenthaltsgenehmigung jeweils um ein halbes Jahr verlängert, bis er 1943 ein Einwanderungsvisum und 1948 die US-Staatsbürgerschaft erhielt. In dieser Zeit arbeitete er zum einen als freier Journalist (u. a. für The Nation und The New Republic), zum anderen forschte er, von der Rockefeller Foundation und der Brookings Institution finanziell unterstützt, zur deutschen Kriegswirtschaft. 1944 gehörte er zu den Mitunterzeichnern des Programms des von dem sozialistischen Theologen Paul Tillich initiierten Council for a Democratic Germany, gleichzeitig unterhielt er enge Kontakte zu wichtigen linken amerikanischen Gewerkschaftsführern wie Victor Reuther und David Dubinsky, welche ihm die Abhaltung gewerkschaftlicher Schulungskurse ermöglichten. Zum Lebensunterhalt trugen bis zum Ende der 1950er Jahre Vorträge und Seminare an verschiedenen Universitäten bei.
1950 besuchte Sternberg erstmals seit 1939 wieder Europa, wo er als Vertreter der amerikanischen Sozialisten auf der internationalen sozialistischen Kundgebung am 20. August in Frankfurt/Main sprach, 1951 unternahm er eine dreiwöchige Reise nach Jugoslawien, wo er u. a. mit Edvard Kardelj diskutierte. Ab 1954 verlagerte sich der Lebensmittelpunkt Sternbergs wieder nach Europa; die amerikanische Staatsangehörigkeit behielt er aber bei. In den kommenden Jahren bis zu seinem Tod 1963 engagierte er sich als Referent vor allem in Gewerkschaften, in Arbeitsgemeinschaften am linken SPD-Flügel und bei der SPÖ.

### Gedenken
Im Mai 2006 wurde vor seinem ehemaligen Wohnort, Berlin-Mitte, Zolastraße 1a, ein Stolperstein verlegt.

## Schriften
- Die Juden als Träger einer neuen Wirtschaft in Palästina. Eine Studie. Wien 1921.
- Der Imperialismus. Berlin 1926.
- Der Imperialismus und seine Kritiker. Berlin 1929.
- Eine Umwälzung der Wissenschaft? Kritik des Buches von Henryk Großmann: Das Akkumulations- und Zusammenbruchgesetz des kapitalistischen Systems. Zugleich eine positive Analyse des Imperialismus. Berlin 1930
- Der Niedergang des deutschen Kapitalismus. Berlin 1932.
- Der Faschismus an der Macht. Amsterdam 1935.
- Germany and a Lightning War. London 1938.
- From Nazi Sources. Why Hitler can't win. New York/Toronto 1939.
- Die deutsche Kriegsstärke. Wie lange kann Hitler Krieg führen. Paris 1939.
- The coming Crisis. New York/Toronto 1947.
- How to stop the Russians without war. New York/Toronto 1948.
- Living with the Crisis. The Battle against Depression and War. New York 1949.
- Kapitalismus und Sozialismus vor dem Weltgericht. Hamburg, 1951.
- Capitalism an Socialism on Trial. New York 1951.
- The End of a Revolution. Soviet Russia – From Revolution to Reaction. New York 1953.
- Marx und die Gegenwart. Entwicklungstendenzen in der zweiten Hälfte des zwanzigsten Jahrhunderts. Köln 1955.
- Die militärische und die industrielle Revolution. Berlin/Frankfurt am Main 1959.
- Wer beherrscht die zweite Hälfte des 20. Jahrhunderts? Köln/Berlin 1961.
- Der Dichter und die Ratio. Erinnerungen an Bertolt Brecht. Göttingen 1963 (kommentierte Neuauflage: Frankfurt a. M. 2014).
- Anmerkungen zu Marx – heute. Frankfurt am Main 1965.